# Török–portugál háború (1558–66)
A portugál-török háború (1558-66) Portugália és az Oszmán Birodalom összecsapása volt I. (Nagy) Szulejmán utolsó éveiben.
Az oszmán-török hódítók a portugálokra 1538 és 1557 között vívott háborúban vereséget mértek és kiszorították őket a Vörös-tengerről, valamint az afrikai területekről. A törökök ezután is veszélyeztették a portugál hatalmat az Indiai-óceánon és 1558-ban folytatták a támadásokat. A portugál flottával vívtak néhány nagyobb nyílt összecsapást és alkalomadtán rajtaütöttek a flottillákra, vagy kereskedőhajókra, esetleg megtámadták az afrikai és ázsiai portugál támaszpontokat.
A háború Szulejmán halálával ért véget, ezután a törökök mintegy másfél évtizedig nem zaklatták az európai gyarmatosítókat.